# Roy Babbington
Roy Babbington (* 8. července 1940 Kempston) je britský baskytarista a kontrabasista. V roce 1969 nahradil Jacka Moncka ve skupině Delivery. V roce 1971 hrál jako doprovodný hudebník na albu Fourth a o rok později na Fifth kapely Soft Machine. Na obou albech hrál pouze v několika skladbách, zatímco Hugh Hopper hrál na baskytaru. Když Hopper v roce 1973 odešel, nahradil jej právě Babbington a jako člen skupiny hrál ještě na albech Seven (1973), Bundles (1975) a Softs (1976). V roce 1976 ze skupiny odešel a byl nahrazen Percym Jonesem.V roce 2009 nahradil zesnulého Hugha Hoppera ve skupině Soft Machine Legacy, se kterou v roce 2013 nahrál album Burden of Proof.